# Строенко, Андрей Васильевич
Андрей Васильевич Строенко (рум. Andrei Stroenco; 1 декабря 1971, Украинская ССР) — советский и молдавский футболист, игравший на всех позициях в поле. Выступал за сборную Молдавии.

## Биография

### Клубная карьера
Воспитанник ДЮСШ города Сарата (Одесская область), первый тренер — В. Куликовский. Позднее перешёл в школу одесского «Черноморца» и в 1988—1989 годах выступал за дубль команды. Основные позиции — атакующий и опорный полузащитник, однако иногда включался в заявку в качестве защитника или нападающего.
В ходе сезона 1989 года перешёл в тираспольский «Текстильщик» (позднее — «Тирас», «Тилигул») и дебютировал в соревнованиях мастеров. Со своим клубом стал победителем зонального и финального турниров второй лиги СССР 1989 года и провёл следующий сезон в первой лиге.
В 1991 году перешёл в одесский СКА и играл за него во второй лиге СССР, а после распада Союза в марте-апреле 1992 года сыграл 10 матчей в высшей лиге Украины, клуб в это время был переименован в «СК Одесса». Дебютный матч на высшем уровне сыграл 10 марта 1992 года против «Металлиста».
Весной 1992 года вернулся в «Тилигул» и выступал за него в течение следующих шести лет. Стал неоднократным призёром чемпионата Молдавии — серебряным (1992, 1992/93, 1993/94, 1994/95, 1995/96) и бронзовым (1996/97). Обладатель (1992/93, 1993/94, 1994/95) и финалист (1992, 1995/96) Кубка Молдавии. Принимал участие в матчах еврокубков. Всего в этот период сыграл более 130 матчей за клуб. Дважды достигал отметки в 10 голов за сезон — в сезоне 1994/95 отличился 11 раз, а в сезоне 1996/97 — 10, оба раза это был второй бомбардирский результат в команде после Владимира Коссе. В сезоне 1994/95 стал пятым бомбардиром чемпионата.
В начале 1998 года перешёл в клуб высшей лиги Украины «Кривбасс». В весенней части сезона 1997/98 сыграл 12 матчей, затем потерял место в составе и осенью 1998 года сыграл только 3 матча в чемпионате и чаще играл за дубль. Четвертьфиналист Кубка Украины 1998/99.
После возвращения в Молдавию снова играл за «Тилигул» и в очередной раз стал серебряным призёром чемпионата в сезоне 1998/99, но провел только 3 матча. В первой половине следующего сезона выступал за «Нистру» (Атаки).
Сезон 2000 года провёл в клубе первого дивизиона России «Локомотив» (Чита). В 2001 году играл в Казахстане за «Атырау», провёл 13 матчей в чемпионате и 7 — в Кубке страны, стал серебряным призёром чемпионата Казахстана и полуфиналистом Кубка.
В конце карьеры играл на любительском уровне за клубы Одессы и Одесской области.

### Карьера в сборной
Дебютировал в национальной сборной Молдавии 2 сентября 1994 года в товарищеском матче против Азербайджана, выйдя на замену в перерыве. Всего в 1994—1995 годах сыграл 4 матча за сборную, из них три — в отборочном турнире чемпионата Европы-1996.

## Достижения
- Серебряный призёр чемпионата Молдавии: 1992, 1992/93, 1993/94, 1994/95, 1995/96, 1998/99
- Бронзовый призёр чемпионата Молдавии: 1996/97
- Обладатель Кубка Молдавии: 1992/93, 1993/94, 1994/95
- Финалист Кубка Молдавии: 1992, 1995/96, 1998/99
- Серебряный призёр чемпионата Казахстана: 2001

## Личная жизнь
Помимо молдавского гражданства, имеет по разным данным украинское и российское.
Брат Сергей (1967—2013) также футболист, выступал за сборную Молдавии и был её капитаном. Долгое время братья играли вместе за «Тилигул».